# Rothalsiger Buntkäfer

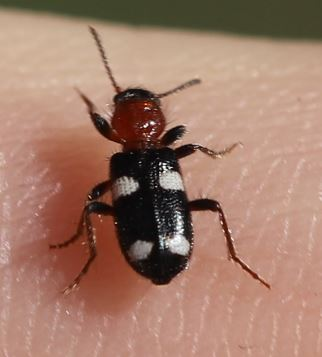

Der Rothalsige Buntkäfer (Allonyx quadrimaculatus) ist ein Käfer aus der Familie der Buntkäfer (Cleridae). Die Gattung Allonyx ist monotypisch. Das lateinische Art-Epitheton quadrimaculatus bedeutet „vierfleckig“.

## Merkmale
Die Käfer sind 4,5–6 mm lang. Von der verwandten Gattung Thanasimus unterscheidet sich Allonyx dadurch, dass die vorletzten Tarsenglieder nicht lappig ausgeschnitten sind, die Hintertarsen bei den Männchen stark verdickt sind, die Flügeldecken feine bis nahezu gegen die Spitze reichende allmählich erlöschende Punktreihen aufweist und die Scheibe glänzend und ohne schwarze Tomentbinden ist. Die Käfer sind überwiegend schwarz glänzend gefärbt. Die Mandibeln, die Basis der Fühler und der Femora, die Tarsen und der Halsschild sind rot gefärbt. Die Flügeldecken weisen zwei unterbrochene weiße Querbinden auf, eine vor der Mitte, die andere kurz vor der Spitze. Kopf, Halsschild und die Basis der Flügeldecken sind spärlich mit langen abstehenden schwarzen Härchen versehen. Es kann Abweichungen in der Färbung von Kopf, Fühler und Beine geben. Die Flügeldecken der Männchen sind schmaler als die der Weibchen.

## Verbreitung
Die Art kommt in Südwest-, West- und Mitteleuropa sowie in Kleinasien und auf Zypern vor. Das Vorkommen reicht von der Iberischen Halbinsel über Frankreich, Norditalien, die Schweiz und Österreich, Deutschland bis nach Tschechien und Westpolen. Möglicherweise kommt die Art auch in Südosteuropa vor. Das Vorkommen der Käfer korrespondiert offenbar mit dem Verbreitungsgebiet der Schwarzkiefer (Pinus nigra), wobei die wärmeliebende Käferart im Norden nur in Gegenden anzutreffen ist, die ein annähernd submediterranes Klima aufweisen. In Deutschland ist die Art sehr selten und gilt mancherorts als verschollen. Im alpinen Raum und im Norden Deutschlands fehlt der Rothalsige Buntkäfer. Die Art steht bundesweit auf der Roten Liste 1, in Baden-Württemberg auf der Roten Liste 3.

## Lebensweise
Der Rothalsige Buntkäfer bevorzugt als Lebensraum Nadel- und Mischwälder sowie Heidelandschaften. Die ersten Käfer erscheinen Anfang April, die Hauptflugzeit dauert von Mitte Mai bis Ende Juni.
Die Käfer ernähren sich räuberisch von kleinen xylophagen Käfern, darunter Borkenkäfer wie Tomicus piniperda, sowie von den Larven der Wanzengattung Aradus. Die Käfer halten sich häufig an kranken, bereits von Insekten befallenen Kiefern (Pinus), Fichten (Picea), Linden (Tilia) und Eichen (Quercus) auf.

## Taxonomie
Die Art wurde von Johann Gottlieb Schaller im Jahr 1783 als Attelabus quadrimaculatus erstbeschrieben. In der Literatur finden sich folgende Synonyme:
- Clerus maculatus Geoffroy, 1785
- Allonyx maculatus